# Luigi Zuccari

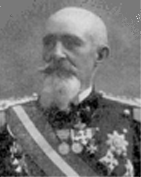
Luigi Zuccari

Luigi Zuccari (* 13. September 1847 in Mailand; † 24. Dezember 1925 in Calolziocorte, Provinz Lecco) war ein Offizier des Königlichen Heeres und Politiker im Königreich Italien, der unter anderem von 1913 an Mitglied des Senats war.

## Leben
Luigi Zuccari, Sohn des Architekten Fermo Zuccari und dessen Ehefrau Maddalena Manusardi, nahm als Freiwilliger am Dritten Italienischen Unabhängigkeitskrieg (20. Juni bis 12. August 1866) teil. Im Anschluss absolvierte er ein Studium der Ingenieurwissenschaften am Technischen Hochschulinstitut Mailand (Istituto tecnico superiore di Milano), dem heutigen Polytechnikum Mailand, und schloss dieses mit einer Laurea in Ingenieurwissenschaften ab. Ein weiteres Studium der Ingenieurwissenschaften an der Schule für angewandte Ingenieurwissenschaften (Scuola d’applicazione per gli ingegneri) in Turin beendete er ebenfalls mit einer weiteren Laurea. Er fand verschiedene Verwendungen im Königlichen Heer als Offizier in der Artillerie sowie Infanterie und war 1873 Absolvent der Kriegsschule (Scuola di guerra dell’esercito). Er wurde mit der 1883 gestifteten Gedenkmedaille zur Einheit Italiens ausgezeichnet. Er erhielt für seine Verdienste am 31. Dezember 1885 das Ritterkreuz des Ordens der Krone von Italien sowie am 12. Januar 1890 das Ritterkreuz des Ordens der Heiligen Mauritius und Lazarus. Daraufhin fungierte er zwischen dem 11. Februar 1890 und dem 25. Oktober 1895 als Militärattaché an der italienischen Botschaft in Berlin. In dieser Verwendung wurde er am 12. Juni 1892 zum Oberst befördert und am 11. November 1892 zudem auch Kommandeur des Ordens der Krone von Italien. Am 29. September 1893 erfolgte zudem seine Berufung zum Ehren-Adjutanten (Aiutante di campo onorario) von König von Italien Umberto I. und am 31. März 1898 die Verleihung des Offizierskreuzes des Ordens der Heiligen Mauritius und Lazarus.
Nach seiner Beförderung zum Generalmajor am 19. Oktober 1898 war Zuccari vom 29. September 1900 bis zum 17. Mai 1906 Kommandant der Kriegsschule. Auf den Posten hatte sich auch Luigi Cadorna Hoffnungen gemacht, mit dem Zuccari später noch in Konflikt geraten sollte. Während seiner Zeit als Kommandant der Kriegsschule wurde er 1902 mit dem Großoffizierskreuz des Ordens der Krone von Italien ausgezeichnet. 1905 folgte seine Beförderung zum Generalleutnant. Des Weiteren wurde er 1907 erst Kommandeur sowie 1912 auch Großoffizier des Ordens der Heiligen Mauritius und Lazarus. Zwischenzeitlich erhielt er 1911 das Großkreuz des Ordens der Krone von Italien. Am 16. Oktober 1913 wurde er zum Senator ernannt, dem er bis zu seinem Tod angehörte.
Im März 1914 nahm Zuccari im Auftrag des Chefs des Generalstabs Alberto Pollio als designierten Oberbefehlshaber der 3. Armee an Gesprächen mit dem deutschen Chef des Großen Generalstabs Moltke in Berlin teil, um im Zuge des Dreibunds einen Einsatz der 3. Armee an der Seite deutscher Truppen gegen Frankreich am Oberrhein abzusprechen.
Mit der Aufstellung der 3. Armee im August 1914 wurde er deren Oberbefehlshaber. Vier Tage vor dem italienischen Kriegseintritt am 24. Mai 1915 wurde er vom Chef des Generalstabs, Luigi Cadorna, abgesetzt, nachdem er auf die unzureichende Vorbereitung der 3. Armee hingewiesen hatte, die nach den Plänen Cadornas zusammen mit der 2. Armee den Hauptstoß des italienischen Angriffes tragen sollte.
Während des Ersten Weltkrieges fungierte er zwischen dem 11. Februar und dem 21. Oktober 1917 nur noch als Präsident des Obersten Kriegs- und Marinegerichts (Tribunale supremo di guerra e marina) und war nach dem Krieg Generalinspekteur für Kriegsgefangene (Ispettore generale dei prigionieri di guerra) sowie Interalliierten Militär-Kontrollkommission in der Republik Österreich. Am 4. November 1922 wurde er mit dem Großkreuz des Ordens der Heiligen Mauritius und Lazarus geehrt und am 31. Dezember 1923 auch zum General (Generale di corpo d’armata) ernannt. Aus seiner Ehe mit Susanna von Hofmann ging die Tochter Maddalena Zuccari hervor.